# سایمون مک‌کوید
سایمون مک‌کوید (به انگلیسی: Simon McQuoid) فیلمسازی استرالیایی است که بیشتر به خاطر کارگردانی فیلم مورتال کامبت (۲۰۲۱) و مورتال کامبت ۲ (۲۰۲۴) شناخته می‌شود. پیشینه مک‌کوید در کارگردانی آگهی‌های بازرگانی بود. 